# Bąkowice
Bąkowice (deutsch: Bankwitz) ist ein Ort in der Landgemeinde Świerczów (Schwirz) im Powiat Namysłowski der Woiwodschaft Opole in Polen.

## Geographie
Das Straßendorf Bąkowice liegt sechs Kilometer südwestlich von Świerczów (Schwirz), 21 Kilometer südlich von Namysłów (Namslau) und 47 Kilometer nordwestlich von Opole (Oppeln) in der Nizina Śląska (Schlesische Tiefebene) am westlichen Rand des Landschaftsschutzgebiets Stobrawski Park Krajobrazowy (Landschaftspark am Stober).
Nachbarorte sind im Norden Grodziec  (Groditz), Gola (Gühlchen) und Świerczów (Schwirz), im Osten Miejsce (Städtel) und Krogulna (Krogullno) und im Süden Roszkowice (Raschwitz) und Tarnowiec (Tarnowitz).

## Geschichte

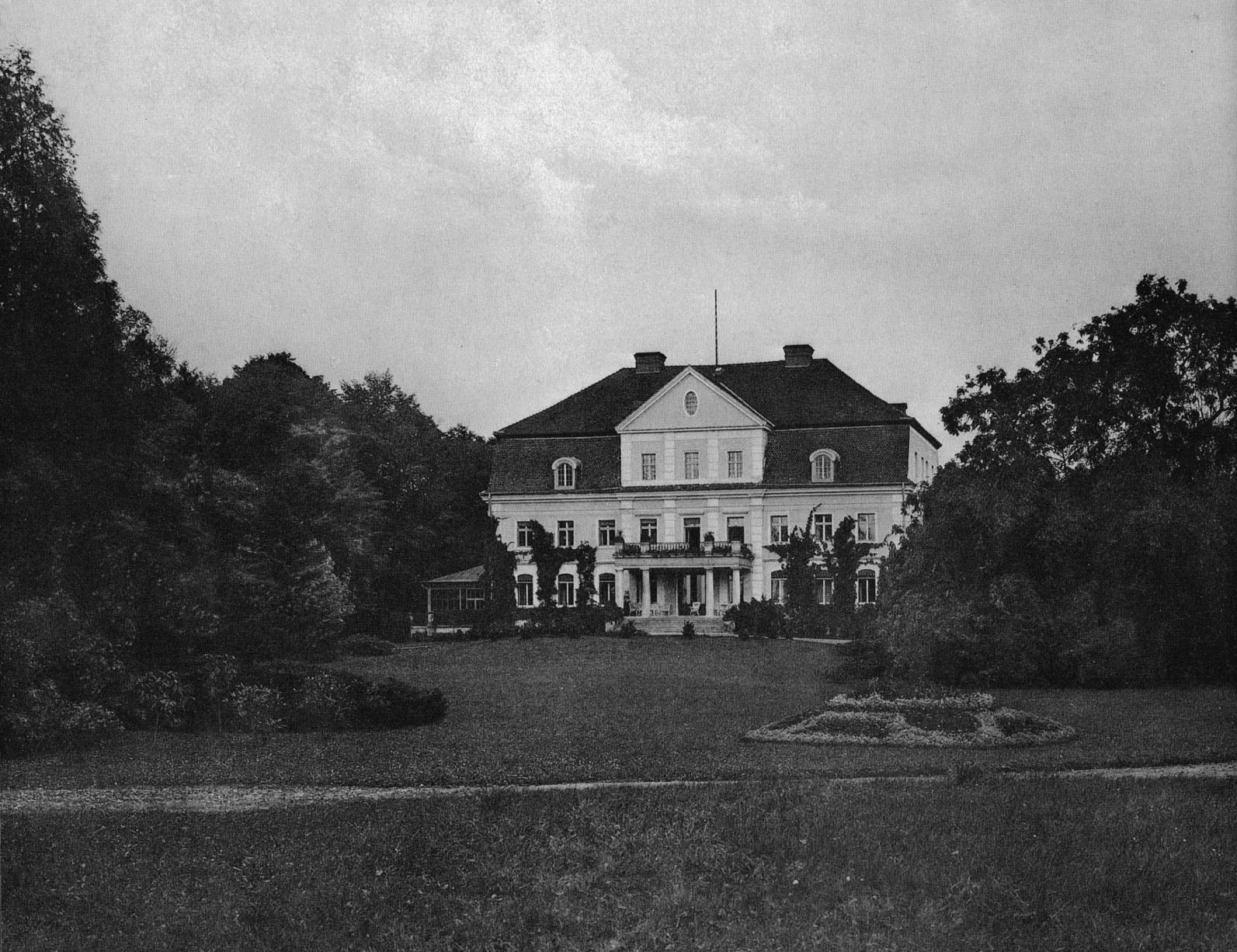
Schloss Bankwitz um 1926

Bankwitz wurde erstmals im Jahre 1353 als „Bangk“ erwähnt. Weitere Schreibweisen waren 1359 „Bank“, 1373 „Banka“ und 1378 „Bankow“. Es gehörte zum Herzogtum Breslau, das bereits 1335 als erledigtes Lehen an die Krone Böhmen gefallen war, die 1526 an die Habsburger gelangte. Sie waren Landesherren von Schlesien in ihrer Eigenschaft als Könige von Böhmen.
Im 15. Jahrhundert gehörte Bankwitz den Freiherren Tschammer. Diesen folgten im 16. Jahrhundert die Freiherren von Beesz, im 17. Jahrhundert gehörte es die Freiherren Frankenberg.
Nach dem Ersten Schlesischen Krieg 1742 fiel Bankwitz mit dem größten Teil Schlesiens an Preußen. Seit den Preußischen Reformen gehörte Bankwitz ab 1813 zum Landkreis Namslau, mit dem es bis 1945 verbunden blieb. In der ersten Hälfte des 19. Jahrhunderts gehörte Bankwitz den Grafen Sandreczky, die das Schloss neu errichtet haben. 1845 bestanden im Dorf ein Schloss, ein Vorwerk, eine Freischoltisei, eine katholische Schule, ein Roßmarkt, ein Sägewerk, eine Ziegelei, zwei Wassermühlen und 70 Häuser. Von den damals 685 Einwohnern waren 265 katholisch und 15 jüdisch. Von 1862 bis 1872 war das Schlossgut im Besitz des Kaspar Heinrich Joseph Franz Klemens von Lützow, dessen Tochter Marie Freiin von Lützow (1843–1914) am 14. Juni 1865 in Bankwitz Bodo Ludwig Leopold von Suckow heiratete. 1874 wurde der Amtsbezirk Bankwitz gebildet, dem die Landgemeinden Groditz und Gühlchen sowie die Gutsbezirke Bankwitz und Gülchen eingegliedert wurden. 1888 nannte das Namslauer Kreisblatt Eduard Lindner als Gutsbesitzer in Bankwitz.
Von 1919 bis 1938 und von 1941 bis 1945 war Schlesien in zwei Provinzen geteilt, der Regierungsbezirk Breslau, dem Bankwitz eingegliedert war, gehörte zur Provinz Niederschlesien. 1933 wurden für Bankwitz 747 Einwohner gezählt, 1939 waren es 745 Einwohner.
Als Folge des Zweiten Weltkrieges fiel Bankwitz mit dem größten Teil Schlesiens 1945 an Polen und wurde in Bąkowice umbenannt. Die deutsche Bevölkerung wurde, soweit sie nicht vorher geflohen war, vertrieben.
Nach 1945 gehörte Bąkowice zur Woiwodschaft Breslau. Von 1945 bis 1954 war es Sitz der gleichnamigen Landgemeinde, 1950 wurde es zusammen mit dem Powiat Namysłowski in die neu geschaffene Woiwodschaft Opole eingegliedert.

## Sehenswürdigkeiten

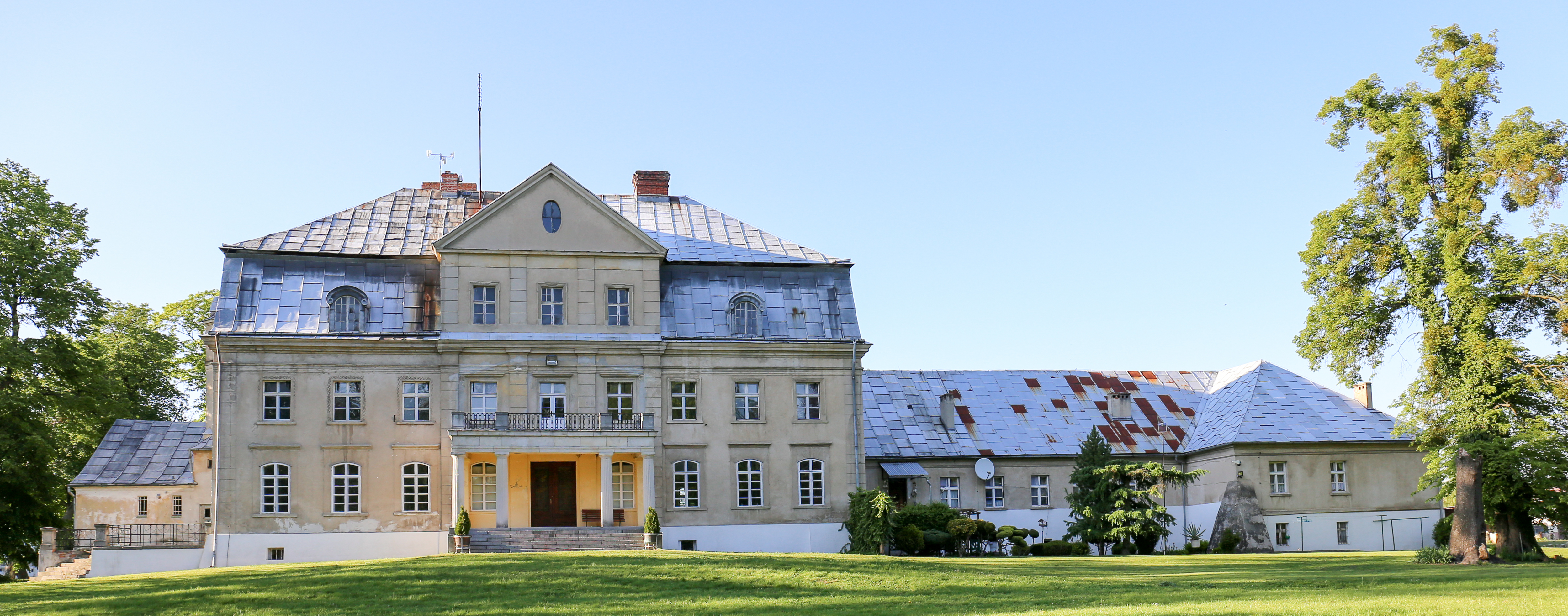
Schloss Bankwitz

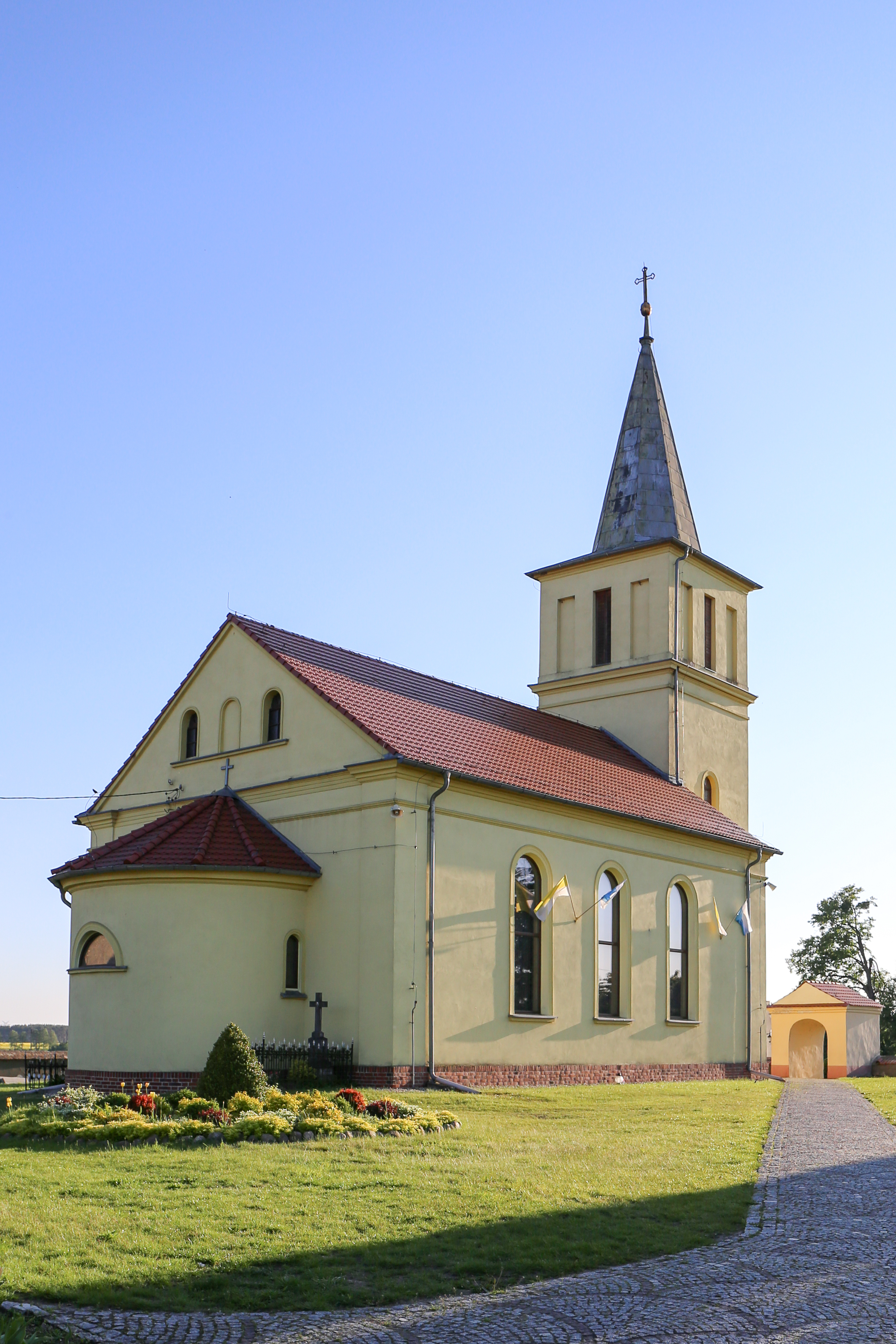
Kościół św. Anny

- Das Schloss Bankwitz (polnisch Pałac Bąkowice) wurde nach 1800 vom damaligen Besitzer Graf Sandreczky an der Stelle eines Vorgängerbaus aus dem 15. Jahrhundert, das den Freiherren Tschammer gehört hatte, errichtet. Im 20. Jahrhundert wurde es umgebaut und die Innenräume neu gestaltet. Das Schloss ist von einem Landschaftspark umgeben.[9] 1909 wurde das Schloss durch Georg und Richard Pacully umgebaut.[10] Der Schlossbau steht seit 1964 unter Denkmalschutz.[11]
- Die römisch-katholische St.-Anna-Kirche (Kościół św. Anny) entstand 1837–39 nach Entwurf des Namslauer Baumeisters Hasenwinkel. Sie steht seit 1966 unter Denkmalschutz.[11]

## Vereine
- Freiwillige Feuerwehr OSP Bąkowice
- Fußballverein KS Bizon Bąkowice

## Persönlichkeiten
- Heinrich von Lützow (1807–1879), preußischer Generalmajor, Freiherr zu Bankwitz